# Sandefjord (stacja kolejowa)
Sandefjord (no: Sandefjord stasjon) – stacja kolejowa w Sandefjord, w regionie Vestfold, w Norwegii. Stacja znajduje się na Vestfoldbanen, została otwarta w 1881 roku i położona jest 14,5 m n.p.m. i 139,52 km od Oslo Sentralstasjon.
Od stacji Sandefjord istnieje połączenia autobusowe z lotniskiem Sandefjord-Torp. Stacja znajduje się około 600 metrów do przystani promowej z ruchem promów do Strömstad obsługiwane przez Color Line.